# Bundesministerium der Finanzen
Das Bundesministerium der Finanzen (Abkürzung BMF) ist eine oberste Bundesbehörde der Bundesrepublik Deutschland. Es hat seinen Hauptsitz bzw. ersten Dienstsitz in Berlin und seinen zweiten Dienstsitz in der Bundesstadt Bonn. Dem Ministerium steht der Bundesminister der Finanzen, Lars Klingbeil (SPD), vor. Das BMF wird von einem wissenschaftlichen Beirat, einem FinTechRat und einem Beirat für nachhaltige Finanzierung unterstützt.

## Geschichte
Der Finanzminister ist neben dem Innen-, Außen-, Justiz- und Verteidigungsminister eines derjenigen Regierungsmitglieder, die einem der sogenannten klassischen Ressorts vorstehen. Um dies hervorzuheben, wird im Namen der bestimmte Artikel verwendet. Neben dem Justiz- und dem Verteidigungsministerium gehört das Finanzministerium zudem zu den drei Bundesministerien, die im Grundgesetz ausdrücklich erwähnt werden (Art. 112 S. 1 und Art. 114 Abs. 1) und deren Status als solche nicht angetastet werden darf (ansonsten steht es dem Bundeskanzler im Rahmen seiner Organisationsgewalt frei, Ministerien einzurichten oder aufzulösen).
Nach Auflösung des kaiserlichen Reichsschatzamtes wurde in der Weimarer Republik das Reichsfinanzministerium gegründet. Dieses war Vorläufer des heutigen Ministeriums. Der Gründung des Ministeriums 1949 unmittelbar voraus ging der 1947 geschaffene Gemeinsame Finanzrat.
Nach der Auflösung des Bundesschatzministeriums 1969 wurden dessen Aufgaben zum Teil auf das Finanzministerium übertragen.
Von Mai 1971 bis Dezember 1972 war das Finanzministerium mit dem Bundesministerium für Wirtschaft zum Bundesministerium für Wirtschaft und Finanzen verschmolzen.
Aufgrund des Hauptstadtbeschlusses (Berlin/Bonn-Gesetz) des Deutschen Bundestags wurde der Hauptsitz des Ministeriums Mitte der 1990er Jahre schrittweise von Bonn nach Berlin verlegt. Ein Dienstsitz blieb in Bonn.
Seit 1998 ist das Bundesfinanzministerium auch für die Ausgabe der Postwertzeichen mit der Bezeichnung Deutschland zuständig.

## Zuständigkeit auf Bundesebene
Die wesentlichen Zuständigkeiten des BMF liegen in der Steuer-, Haushaltspolitik (Staatsfinanzen) sowie in der Europäischen Finanzpolitik. Auch gehören die regelmäßige Erstellung und Veröffentlichung des Tragfähigkeitsberichts zu seinen Aufgaben.
Darüber hinaus hat das Ministerium unter anderem die Rechts- und Fachaufsicht über folgende Bundesoberbehörden:
- die Bundesanstalt für Finanzdienstleistungsaufsicht
- die Bundesanstalt für Finanzmarktstabilisierung (FMSA)
- die Bundesanstalt für Immobilienaufgaben (BImA)
- die Bundesanstalt für vereinigungsbedingte Sonderaufgaben
- das Bundeszentralamt für Steuern
- das Informationstechnikzentrum Bund (ITZ Bund)
- die Generalzolldirektion

Nach § 26 der Geschäftsordnung der Bundesregierung besitzt der Bundesminister der Finanzen innerhalb der Bundesregierung ein Vetorecht in Fragen von finanzieller Bedeutung.

## Dienstsitz

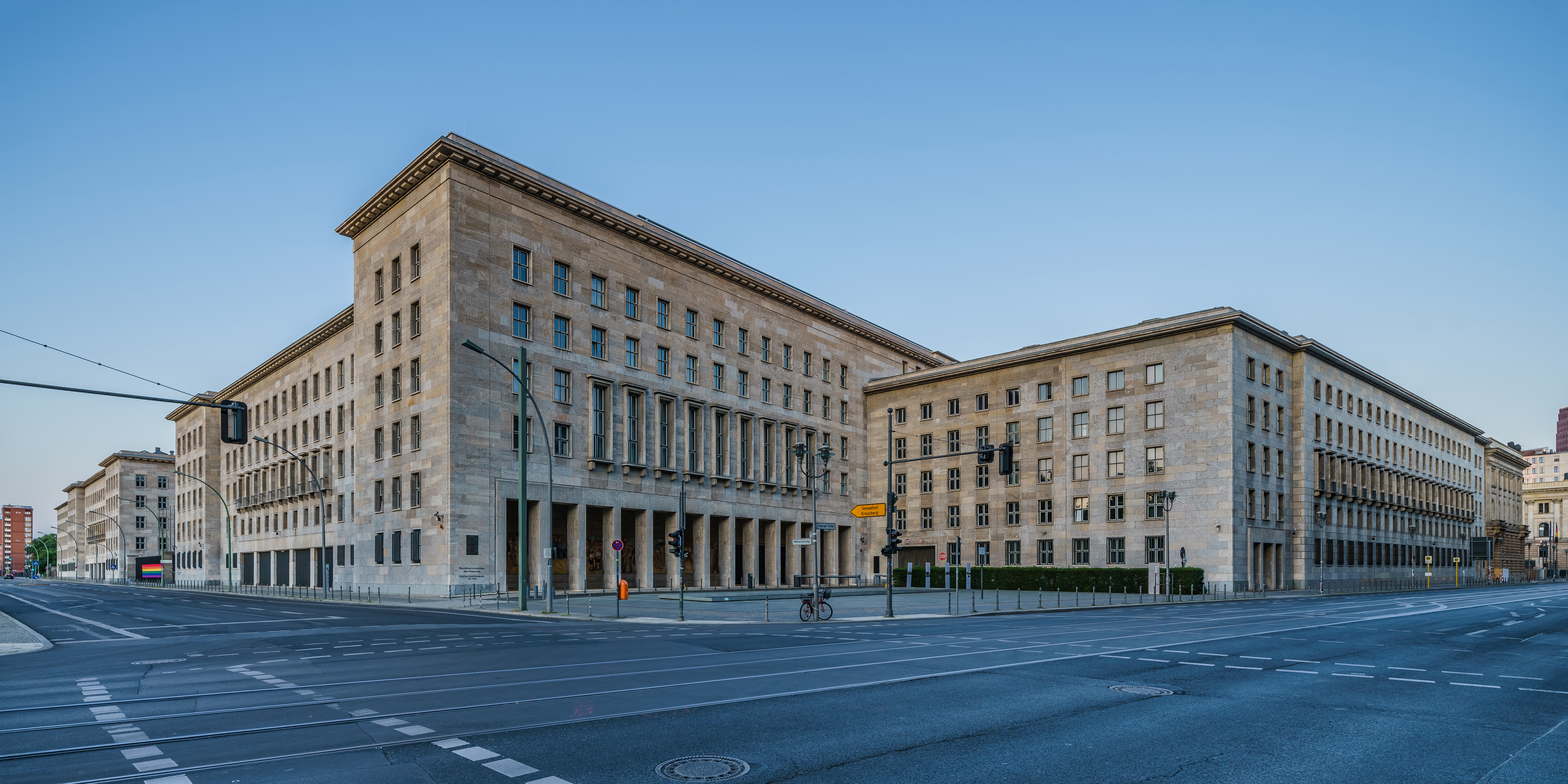
Sitz des Bundesministeriums der Finanzen in Berlin (2019)

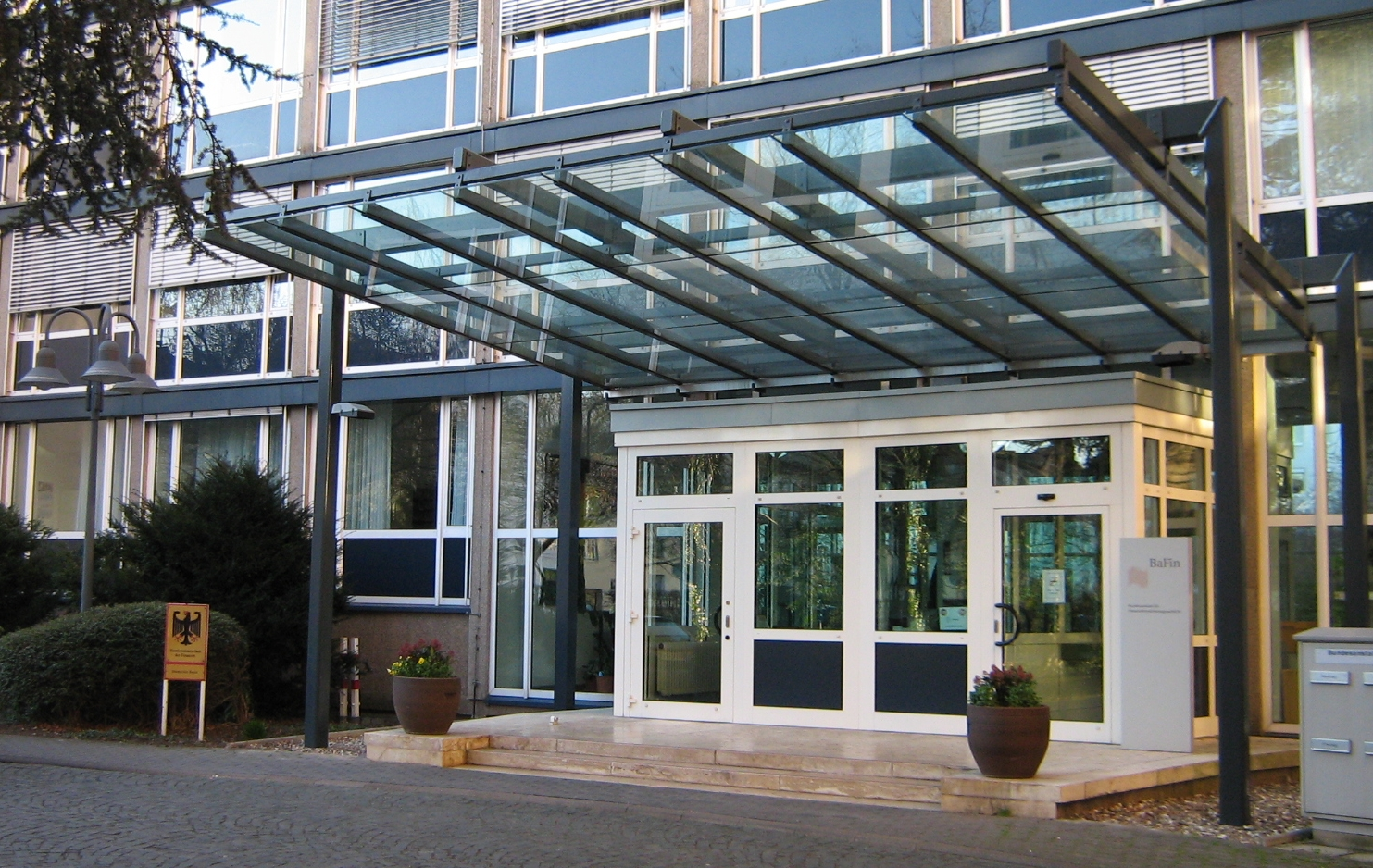
Bundesministerium der Finanzen, Eingang Dienstsitz Bonn (2008)

Erster Dienstsitz des Bundesfinanzministerium ist das Detlev-Rohwedder-Haus in der Wilhelmstraße in Berlin.
Das Gebäude wurde in der Zeit des Nationalsozialismus 1935/1936 nach Plänen des Architekten Ernst Sagebiel errichtet und war nach seiner Fertigstellung bis Kriegsende 1945 der Sitz des Reichsluftfahrtministeriums (RLM).
Im Jahr 1949 war das Gebäude der Tagungsort des Deutschen Volksrats, der am 7. Oktober 1949 durch Inkraftsetzung der Verfassung im großen Festsaal die DDR gründete und sich dort als provisorische Volkskammer konstituierte. Im Anschluss wurden in dem Komplex mehrere Fachministerien untergebracht, woraufhin der Bau nun offiziell als Haus der Ministerien der DDR bezeichnet wurde.
Nach der Wende in der DDR war das Haus von 1991 bis 1994 Hauptsitz der Treuhandanstalt. 1992 wurde das Gebäude nach dem im Vorjahr ermordeten Präsidenten der Treuhandanstalt Detlev Rohwedder benannt.
Nachdem es zwischen 1994 und 1998 saniert und umgebaut wurde, dient es seit 1999 dem Bundesfinanzministerium als Hauptsitz.

## Rolle in der Europapolitik

### Europapolitische Zuständigkeit
Auf EU-Ebene liegt die Hauptzuständigkeit des Finanzministeriums in der Abstimmung der europäischen Wirtschafts- und Währungspolitik im Auftrag der Bundesregierung. Daneben wirkt das Ministerium bei der Aufstellung und Kontrolle des EU-Haushalts mit und ist für die EU-Regelungsbereiche Zoll, Steuern und Finanzdienstleistungen zuständig.
Das Hauptorgan, in dem das Bundesfinanzministerium auf EU-Ebene tätig wird, ist der Rat für Wirtschaft und Finanzen (ECOFIN). Der Bundesminister der Finanzen vertritt Deutschland im ECOFIN. Der ECOFIN tagt monatlich.
Innerhalb des Ministeriums fällt die Gestaltung seiner europapolitischen Aufgabenbereiche in die Hauptzuständigkeit der Abteilung E unter der Leitung von MDin Hermes.
Im Bundesfinanzministerium ist außerdem die EU-Informationsstelle angesiedelt, die Ansprechpartner für Bürgerfragen zur europäischen Gesetzgebung, zu EU-Förderprogrammen und Politikbereichen der EU sowie Vermittlungsstelle für vielfältige Informationsquellen ist.

### Europapolitische Ziele
Ein selbstbetiteltes „wesentliches Ziel“ des BMF in der Europapolitik ist die Stabilisierung des Euro und der Europäischen Wirtschafts- und Währungsunion. Zur Erreichung dieses Ziels setzt sich das BMF für eine reformierte Finanzmarktaufsicht in Europa, eine engere Koordinierung und Überwachung (Europäisches Semester, Reform des Stabilitäts- und Wachstumspakts, Euro-Plus-Pakt etc.) sowie Rettungsmaßnahmen (ESM, EFSF etc.) ein.
Daneben setzt sich das BMF in federführender Position innerhalb der Bundesregierung und in Zusammenarbeit mit dem Europäischen Rechnungshof, der Europäischen Kommission und dem Europäischen Amt für Betrugsbekämpfung (OLAF) für die ordnungsgemäße und effiziente Verwendung von gezahlten europäischen Subventionen ein.

## Leitungspositionen

### Bundesminister seit 1949
Nachdem Alex Möller aus Protest gegen die Schuldenpolitik der anderen Ministerien zurückgetreten war, wurde in der Folgezeit das Finanzressort vom jeweiligen Wirtschaftsminister, zunächst von Karl Schiller, später von Helmut Schmidt, mitverwaltet, ehe die ursprüngliche Teilung wiederhergestellt wurde. Kurzzeitig gab es diese Zusammenlegung zuvor schon einmal, als im zweiten Kabinett unter Ludwig Erhard die FDP-Minister zurückgetreten waren, stand Kurt Schmücker an der Spitze beider Ministerien. Diese Personalunion endete mit der Bildung einer Großen Koalition unter Bundeskanzler Kurt Georg Kiesinger knapp einen Monat später.
| Nr.                         | Name                           | Bild                        | Lebensdaten                 | Partei                      | Beginn der Amtszeit         | Ende der Amtszeit           | Dauer der Amtszeit          | Kabinett(e)                   |
| Bundesminister der Finanzen | Bundesminister der Finanzen    | Bundesminister der Finanzen | Bundesminister der Finanzen | Bundesminister der Finanzen | Bundesminister der Finanzen | Bundesminister der Finanzen | Bundesminister der Finanzen | Bundesminister der Finanzen   |
| --------------------------- | ------------------------------ | --------------------------- | --------------------------- | --------------------------- | --------------------------- | --------------------------- | --------------------------- | ----------------------------- |
| 1                           | Fritz Schäffer                 |                             | 1888–1967                   | CSU                         | 20. September 1949          | 29. Oktober 1957            | 2.961 Tage                  | Adenauer I Adenauer II        |
| 2                           | Franz Etzel                    |                             | 1902–1970                   | CDU                         | 29. Oktober 1957            | 14. November 1961           | 1.477 Tage                  | Adenauer III                  |
| 3                           | Heinz Starke                   |                             | 1911–2001                   | FDP                         | 14. November 1961           | 19. November 1962           | 370 Tage                    | Adenauer IV                   |
| 4                           | Rolf Dahlgrün                  |                             | 1908–1969                   | FDP                         | 14. Dezember 1962           | 28. Oktober 1966            | 1414 Tage                   | Adenauer V Erhard I Erhard II |
| 5                           | Kurt Schmücker                 |                             | 1919–1996                   | CDU                         | 8. November 1966            | 30. November 1966           | 22 Tage                     | Erhard II                     |
| 6                           | Franz Josef Strauß             |                             | 1915–1988                   | CSU                         | 1. Dezember 1966            | 21. Oktober 1969            | 1.055 Tage                  | Kiesinger                     |
| 7                           | Alex Möller                    |                             | 1903–1985                   | SPD                         | 22. Oktober 1969            | 13. Mai 1971                | 568 Tage                    | Brandt I                      |
| 8                           | Karl Schiller                  |                             | 1911–1994                   | SPD                         | 13. Mai 1971                | 7. Juli 1972                | 421 Tage                    | Brandt I                      |
| 9                           | Helmut Schmidt                 |                             | 1918–2015                   | SPD                         | 7. Juli 1972                | 15. Mai 1974                | 677 Tage                    | Brandt I Brandt II            |
| 10                          | Hans Apel                      |                             | 1932–2011                   | SPD                         | 16. Mai 1974                | 15. Februar 1978            | 1.371 Tage                  | Schmidt I Schmidt II          |
| 11                          | Hans Matthöfer                 |                             | 1925–2009                   | SPD                         | 16. Februar 1978            | 28. April 1982              | 1.532 Tage                  | Schmidt II Schmidt III        |
| 12                          | Manfred Lahnstein              |                             | * 1937                      | SPD                         | 28. April 1982              | 1. Oktober 1982             | 156 Tage                    | Schmidt III                   |
| 13                          | Gerhard Stoltenberg            |                             | 1928–2001                   | CDU                         | 4. Oktober 1982             | 21. April 1989              | 2.391 Tage                  | Kohl I Kohl II Kohl III       |
| 14                          | Theo Waigel                    |                             | * 1939                      | CSU                         | 21. April 1989              | 27. Oktober 1998            | 3.476 Tage                  | Kohl III Kohl IV Kohl V       |
| 15                          | Oskar Lafontaine               |                             | * 1943                      | SPD                         | 27. Oktober 1998            | 18. März 1999               | 142 Tage                    | Schröder I                    |
| –                           | Werner Müller (kommissarisch)  |                             | 1946–2019                   | parteilos                   | 18. März 1999               | 12. April 1999              | 25 Tage                     | Schröder I                    |
| 16                          | Hans Eichel                    |                             | * 1941                      | SPD                         | 12. April 1999              | 22. November 2005           | 2.416 Tage                  | Schröder I Schröder II        |
| 17                          | Peer Steinbrück                |                             | * 1947                      | SPD                         | 22. November 2005           | 28. Oktober 2009            | 1.436 Tage                  | Merkel I                      |
| 18                          | Wolfgang Schäuble              |                             | 1942–2023                   | CDU                         | 28. Oktober 2009            | 24. Oktober 2017            | 2.918 Tage                  | Merkel II Merkel III          |
| –                           | Peter Altmaier (kommissarisch) |                             | * 1958                      | CDU                         | 24. Oktober 2017            | 14. März 2018               | 141 Tage                    | Merkel III                    |
| 19                          | Olaf Scholz                    |                             | * 1958                      | SPD                         | 14. März 2018               | 8. Dezember 2021            | 1.365 Tage                  | Merkel IV                     |
| 20                          | Christian Lindner              |                             | * 1979                      | FDP                         | 8. Dezember 2021            | 7. November 2024            | 1.065 Tage                  | Scholz                        |
| 21                          | Jörg Kukies                    |                             | * 1968                      | SPD                         | 7. November 2024            | 6. Mai 2025                 | 180 Tage                    | Scholz                        |
| 22                          | Lars Klingbeil                 |                             | * 1978                      | SPD                         | 6. Mai 2025                 | im Amt                      | seit 19 Tagen               | Merz                          |

### Parlamentarische Staatssekretäre
- 1967–1969: Albert Leicht (CDU)
- 1969–1971: Gerhard Reischl (SPD)
- 1971–1974: Hans Hermsdorf (SPD)
- 1972–1974: Konrad Porzner (SPD)
- 1974–1982: Karl Haehser (SPD)
- 1975–1978: Rainer Offergeld (SPD)
- 1978–1982: Rolf Böhme (SPD)
- 1982: Gunter Huonker (SPD)
- 1982–1989: Hansjörg Häfele (CDU)
- 1982–1991: Friedrich Voss (CSU)
- 1989–1993: Manfred Carstens (CDU)
- 1991–1994: Joachim Grünewald (CDU)
- 1993–1994: Jürgen Echternach (CDU)
- 1994–1998: Irmgard Karwatzki (CDU)
- 1994–1995: Kurt Faltlhauser (CSU)
- 1995–1998: Hansgeorg Hauser (CSU)
- 1998–2007: Barbara Hendricks (SPD)
- 1998–2009: Karl Diller (SPD)
- 2007–2009: Nicolette Kressl (SPD)
- 2009–2015: Steffen Kampeter (CDU)
- 2009–2013: Hartmut Koschyk (CSU)
- 2013–2018: Michael Meister (CDU)
- 2015–2018: Jens Spahn (CDU)
- 2018–2019: Christine Lambrecht (SPD)
- 2018–2021: Bettina Hagedorn (SPD)
- 2019–2021: Sarah Ryglewski (SPD)
- 2021–2024: Katja Hessel (FDP)
- 2021–2024: Florian Toncar (FDP)
- 2024–2025: Sarah Ryglewski (SPD)
- seit 2025: Elisabeth Kaiser (SPD), Staatsministerin
- seit 2025: Dennis Rohde (SPD)
- seit 2025: Michael Schrodi (SPD)

### Beamtete Staatssekretäre
- 1949–1959: Alfred Hartmann (CSU)
- 1959–1962: Karl Maria Hettlage
- 1963–1969: Walter Grund
- 1967–1969: Karl Maria Hettlage
- 1969–1972: Hans Georg Emde (FDP)
- 1970–1972: Heinz Haller
- 1973–1977: Karl Otto Pöhl (SPD)
- 1973–1974: Manfred Schüler (SPD)
- 1974–1978: Joachim Hiehle
- 1977–1980: Manfred Lahnstein (SPD)
- 1978–1989: Günter Obert
- 1980–1982: Horst Schulmann (SPD)
- 1982–1989: Hans Tietmeyer
- 1989–1993: Peter Klemm
- 1990–1993: Horst Köhler (CDU)
- 1991–1995: Franz-Christoph Zeitler (CSU)
- 1993–2004: Manfred Overhaus
- 1993–1994: Gert Haller
- 1994–1998: Jürgen Stark
- 1998–1999: Heiner Flassbeck
- 1998–1999: Claus Noé
- 1999–2002: Heribert Zitzelsberger
- 1999–2005: Caio Koch-Weser
- 2002–2006: Volker Halsch (SPD)
- 2004–2005: Gerd Ehlers
- 2005–2008: Thomas Mirow (SPD)
- 2005–2009: Axel Nawrath (SPD)
- 2005–2023: Werner Gatzer (SPD)
- 2008–2011: Jörg Asmussen (SPD)
- 2009–2010: Walther Otremba (CDU)
- 2010–2014: Hans Bernhard Beus
- 2012–2018: Thomas Steffen
- 2014–2018: Johannes Geismann (CDU)
- 2018–2021: Rolf Bösinger (SPD)
- 2018–2021: Jörg Kukies (SPD)
- 2018–2021: Wolfgang Schmidt (SPD)
- 2022–2023: Carsten Pillath
- 2021–2024: Steffen Saebisch (FDP)
- 2022–2025: Luise Hölscher (CDU)
- 2023–2025: Heiko Thoms
- 2024: Wolf Reuter
- seit 2024: Steffen Meyer
- seit 2025: Björn Böhning
- seit 2025: Rolf Bösinger
- seit 2025: Jeanette Schwamberger

## Sachverständigenkommissionen
- Kommission zur Verbesserung der steuerlichen Bedingungen für Investitionen und Arbeitsplätze, Vorsitz: Reinhard Goerdeler (Gutachten, BMF Schriftenreihe, Heft 46, Bonn 1991)
- Einkommensteuer-Kommission zur Steuerfreistellung des Existenzminimums ab 1996 und zur Reform der Einkommensteuer, Vorsitz: Peter Bareis (Gutachten, BMF Schriftenreihe, Heft 55, Bonn 1995)
- Kommission zur Reform der Unternehmensbesteuerung, Vorsitz: Alfons Kühn (Gutachten, BMF Schriftenreihe, Heft 66, Bonn 1999)
- Unabhängige Historikerkommission zur Erforschung der Geschichte des Reichsfinanzministeriums in der Zeit des Nationalsozialismus, seit 2010, Vorsitz: Hans-Peter Ullmann

## Kritik
Für das seit dem 1. Januar 2023 geltende Plattformen-Steuertransparenzgesetz (PStTG) erhielt das Bundesfinanzministerium, vertreten durch Bundesfinanzminister Christian Lindner, 2023 den Datenschutz-Negativpreis Big Brother Award in der Kategorie Behörden & Verwaltung.
Zudem gab es große Kritik von der Welthungerhilfe an den am 5. Juli 2023 vorgestellten Plänen für den Bundeshaushalt. Dieser strebt Budget-Kürzungen für Entwicklungszusammenarbeit sowie das Auswärtige Amt an: So sollen die Mittel für humanitäre Hilfe und Krisenprävention im Vergleich zum Vorjahr um 40 % gekürzt werden.